# 1908 au cinéma
| Années du cinéma : 1905 - 1906 - 1907 - 1908 - 1909 - 1910 - 1911    |
| Décennies du cinéma : 1870 - 1880 - 1890 - 1900 - 1910 - 1920 - 1930 |

Cet article présente les faits marquants de l'année 1908 au cinéma.

## Événements
- Création de la première entreprise de publicité cinématographique, La Publicité animée.
- La société Pathé ouvre le cinéma Métropole dans un ancien cirque, avenue de la Motte-Piquet ; le plus grand écran du monde.
- Sortie du premier numéro de l'hebdomadaire « Ciné-journal ».
- À Tokyo le premier studio de cinéma est ouvert dans le quartier de Meguro.

## Principaux films de l'année

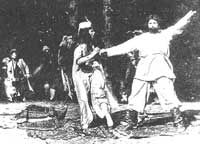
Photo tirée du film Stenka Razine

- 15 juin : Les Aventures de Dollie, premier film de David Wark Griffith (États-Unis).
- Juillet : Robin Hood and His Merry Men, premier film sur Robin des Bois, réalisé par Percy Stow.
- 1er août : The Viking's Daughter, film américain de J. Stuart Blackton.
- 17 août : Projection de Fantasmagorie, premier dessin animé cinématographique à Paris de Émile Cohl.
- 1 octobre : L'Arlésienne (en), film français d'Albert Capellani.
- 17 novembre : L’Assassinat du duc de Guise, film français d'André Calmettes et de Charles Le Bargy.
- Décembre : The Martyrdom of Thomas A Becket, film britannique de Percy Stow.

- Stenka Razine, premier grand film russe (Vladimir Romachkov).
- Les Derniers Jours de Pompéi, film italien de Luigi Maggi.
- Un drame chez les fantoches, dessin animé de Émile Cohl.
- Le comte Ugolino, film italien de Giovanni Pastrone.
- Amleto, film italien de Luca Comerio.
- Marie Stuart, film français d'Albert Capellani.
- Riquet à la houppe, film d'Albert Capellani.

## Principales naissances
- 12 janvier : Jean Delannoy, cinéaste français († 18 juin 2008).
- 25 février : Leonid Kmit, acteur soviétique († 11 mars 1982).
- 5 mars : Rex Harrison, acteur britannique († 2 juin 1990).
- 7 mars : Anna Magnani, actrice italienne († 26 septembre 1973).
- 28 mars : Grégoire Aslan, acteur français d'origine arménienne († 8 janvier 1982).
- 29 mars : Dennis O'Keefe, acteur américain († 31 août 1968).
- 4 avril : Alfred Adam, acteur et scénariste français († 7 mai 1982).
- 5 avril : Bette Davis, actrice américaine († 6 octobre 1989).
- 20 mai : James Stewart, acteur américain († 2 juillet 1997).
- 31 mai : Don Ameche, acteur et réalisateur américain († 6 décembre 1993).
- 12 juillet : Alain Cuny, acteur américain († 17 mai 1994).
- 6 octobre : Carole Lombard, actrice américaine († 16 janvier 1942).
- 1er novembre : Sylvia Bataille, actrice française († 22 décembre 1993).
- 11 décembre : Manoel de Oliveira, cinéaste portugais († 2 avril 2015).